# Brancla
Die Brancla ist ein 16 Kilometer langer linker Nebenfluss des Inns im Schweizer Kanton Graubünden. Der Fluss durchfliesst das Val Chöglias sowie das Val Sinestra und ihre Seitentäler und entwässert dabei ein Gebiet von 66,4 Quadratkilometern. Die Brancla, die in ihrem Oberlauf auch Aua Chöglias genannt wird, bildet beinahe auf ihrem ganzen Flusslauf die Grenze zwischen den politischen Gemeinden Scuol (bis Ende 2014 Gemeinde Sent) und Valsot (bis Ende 2012 Gemeinde Ramosch).

## Verlauf
Die Brancla entspringt am Südhang des schweizerisch-österreichischen Grenzgipfels Piz Val Gronda (2812 m ü. M.) direkt unterhalb des Fuorcla Val Gronda und fliesst hauptsächlich in südöstliche Richtung. Sie durchquert in ihrem Oberlauf das Val Chöglias, das sich bei Zuort mit dem Val Laver zum Val Sinestra vereinigt. Nur wenig später, etwa ab der Einmündung des Aval Ruinas, bildet die Brancla eine enge Schlucht, ehe sie zwischen Piz Spadla (2912 m ü. M.) und Piz Arina (2828 m ü. M.) ins Unterengadin eintritt und bei Ramosch in den Inn mündet.